# کونرادوو (استان سلیزیا سفلی)
کونرادوو (به لهستانی:  Konradów) یک روستا در لهستان است که در گمینا لاندک-زدروی واقع شده‌است.
 کونرادوو  ۳۱۰ نفر جمعیت دارد.